# Не дамо Црну Гору
Не дамо Црну Гору је умерена десница, про-ЕУ, као и про-Српска православна црква, политичка организација у Црној Гори , који је постао утицајан грађански и политички покрет током Протеста у Црној Гори, који су основали црногорски професори и интелектуалци у знак подршке протестима православне цркве предвођене Српском православном црквом након што је контроверзни закон о вјери метао на правни статус и имовину цркве. Његов оснивач и први председник био је универзитетски професор Здравко Кривокапић, који је предводио главну опозициону листу, За будућност Црне Горе на парламентарним изборима 2020, што је резултирало победом опозицијe и падом власти владајуће ДПС, која је имала влада земљом од увођења вишепартијског система 1990. године. Кривокапић је на крају изабран за предсједника владе од стране нове парламентарне већине, преузимајући функцију премијера у децембру 2020. године, многи чланови и оснивачи су се нашли у водећим позицијама у новој влади.

## Историја

### Оснивање организације
Организација „Не дамо Црну Гору“ званично је основана 12. јула 2020. године у Подгорици, на врхунцу политичке кризе у Црној Гори и отвореног сукоба између Српске православне цркве у Црној Гори и црногорске владе предвођене ДПС-ом, након усвајања оспореног закона о статусу вјерских заједница у Црној Гори, који подржава клерикалне протесте 2019 – 2020. и права Српске православне цркве у Црној Гори.
Организацију је основала велика група црногорских универзитетских професора, академика, просветних радника и интелектуалаца, међу којима су професори универзитета и актуелни чланови црногорске владе као што су Здравко Кривокапић, Ратко Митровић, Весна Братић, дипломата Срећко Црногорац, професор Економског факултета Подгорица Миливој Радовић. Остали чланови су Црногорске академије наука и умјетности и Матице српске на челу са академиком Игором Ђуровићем и професором и ректором Универзитета Црне Горе Владимиром Божовићем. Организацију је подржала Српска православна црква у Црној Гори, међу којима је и њен поглавар Амфилохије, митрополит црногорски. Организација је у кратком року организовала јавне манифестације на којима су, између осталих, учествовали Епископ будимљанско-никшићки Јоаникије (Мићовић) и ректор Богословије на Цетињу Гојко Перовић. Кривокапић је 2. августа 2020. године поднео оставку на место председника организације, након што је преузео функцију носиоца заједничке опозиционе листе За будућност Црне Горе, а на месту председавајућег наслиједила га је Весна Братић, такође професор Универзитета Црне Горе.

### Парламентарни избори 2020
За парламентарне изборе у августу 2020. године, организација коју подржавају високи функционери Цркве придружила се великој шаторској опозиционој коалицији под називом За будућност Црне Горе, заједно са два савеза Демократски фронт ( Нова српска демократија, Покрет за промјене, Демократска народна партија и Права Црна Гора ), Народни покрет ( Јединствена Црна Гора, Радничка партија, самостална скупштинска група, такође неке мање десничарске странке, попут ДСЈ и ДСС ), окупљени око београдског бизнисмена Миодрага Давидовића и Социјалистичке народне партије, који су није део ниједног савеза, али одржава блиску сарадњу са новоформираним Давидовићевим савезом, са председником „Не дамо Црну Гору” Здравком Кривокапићем као водећим кандидатом листе и најистакнутијим представником у предизборној кампањи. Избори су резултирали победом опозиционих партија и падом са власти владајуће ДПС, која је владала државом 30 година, од увођења вишепартијског система 1990. године, док је „Не дамо Црну Гору “, а нови носилац главне опозиционе листе Кривокапић мандатар Црне Горе новом скупштинском већином, најављујући повлачење спорног закона о верским заједницама. Кривокапић са сарадницима прославио је изборну побједу у подгоричком Саборном храму са митрополитом Амфилохијем, недуго након објављивања првих прелиминарних резултата избора. Следећег дана након избора, Кривокапић је заједно са лидерима друге две опозиционе коалиције, центристичким Миром је наша нација и левог центра Црно на бијело, договорио формирање експертске владе и наставак рада на процесу придруживања Европској унији, као и утврђивање основних циљева борбе против корупције, деполитизација јавних институција након 30 година владавине ДПС-а, реформа изборног закона, као и смањење социјалне поларизације црногорског друштва. Поздравили су и мањинске странке Бошњака и Албанаца и пожелели да са њима формирају владу. Српски провладини таблоиди једногласно су критиковали коалициони споразум између три нове парламентарне већинске листе, због тога што је пристао да се не разговара о промени националних симбола Црне Горе, укидању признавања Косова или повлачење из НАТО-а, у новом мандату владе, називајући Кривокапића „ Амфилохијевим премијером“  У кратком периоду од победе на изборима, Кривокапић и организација „Не дамо Црну Гору“ стекли су велику популарност у бирачком телу, тако да је Кривокапић према већини истраживања јавног мњења био најпопуларнији политички лидер у земљи, а према хипотетичким проценама НСПМ из октобра 2020, његова странка би, уколико би се основала, самостално освојила око 24,5% подршке на изборима, што би је учинила највећом политичком снагом у парламенту, на крају је хипотетичка анкета ЦеДем-а из јуна 2021. показала да би само између 5-8% бирача подржало такву странку на изборима.

### Даље активности
Од политичког разлаза са њиховим кандидатом за премијера Кривокапићем, након што је довео у питање њихову компетентност да учествују у његовом кабинету, лидери десно-популистичког Демократског фронта Андрија Мандић и Небојша Медојевић почели су да јавно критикују наводни утицај Српске православне цркве., као и бизнисмена Миодраг Давидовић о одлукама Кривокапића и о саставу његовог кабинета, које су на крају ипак подржали у парламенту. Мандић је тврдио да је Кривокапић на чело листе "За будућност" постављен након "притисака и условљавања изборне подршке" од стране "делова Српске цркве", оптужујући делове цркве и Кривокапића да су "поступили по нечијем налогу из иностранства", док је Медојевић навео да су владика Јоаникије Мићовић и свештеник Гојко Перовић поставили услове црквене подршке и пријетили повлачењем Кривокапића са изборне листе, неколико дана прије предаје изборних листа за парламентарне изборе 2020. године, што је Перовић категорички негирао. Током октобра и новембра Медојевић и Мандић су у више наврата условљавали подршку својих странака Кабинету Кривокапића, ако нису били дио њега. Мандић је изричито тражио од Кривокапића да "врати мандат и да ће тражити новог премијера". Неосноване оптужбе и јавне увреде јавно су осудили Српска црква, премијер Кривокапић, Давидовић, али и коалициони партнер ДФ- а Социјалистичка народна партија, док је Права Црна Гора изоставила посланичку групу Демократског фронта, ван протеста.
Од почетка 2021. године, упркос чињеници да је и даље самостални политичар, многи медији и опозициони субјекти, као и поједине странке у скупштинској већини оптужују Кривокапића и покрет „Не дамо Црну Гору“ да су повезани и да раде у блиским односима са центристичким демократама . Црне Горе (Демократе) на челу са актуелним предсједником Скупштине Алексом Бечићем, што је и сам Кривокапић више пута демантовао. На крају су локални огранци организације учествовали на општинским изборима 2021. године у Никшићу, где су освојили 23,2% гласова, и у Херцег Новом са 27,2% гласова, као део коалиције окупљене око Бечићевих демократа, што је резултирало негодовање појединих конститутивних чланова предизборне листе За будућност 2020, коју предводи Кривокапић, прије разлаза са ДФ-ом у септембру 2020.
Министри Милојко Спајић и Јаков Милатовић изјавили су 5. фебруара 2022. године, убрзо након што је кабинет Кривокапића изгубио поверење у парламенту, да су у процесу формирања званичне политичке партије под називом Европа сада.
У септембру 2022. Кривокапић се вратио у политику. Он је 22. септембра 2022. представио нову политичку странку коју су основали он и Дејан Вукшић, бивши шеф Агенције за националну безбедност Демохришћанског покрета .